# Hải cẩu mào
Hải cẩu mào (Cystophora cristata) là một loài động vật có vú trong họ Hải cẩu thật sự, bộ Ăn thịt. Loài này được Erxleben mô tả năm 1777. Loài này chỉ sinh sống ở vùng trung và tây biển Bắc Đại Tây Dương, từ Svalbard ở phía đông đến vịnh St. Lawrence ở phía tây. Chúng thường có màu xám bạc hoặc trắng, với những đốm đen có kích thước khác nhau bao phủ hầu hết cơ thể. Con non có lưng màu xám xanh biển với bụng màu hơi trắng, bộ lông này được thay sau khi đủ 14 tháng.

## Hình ảnh

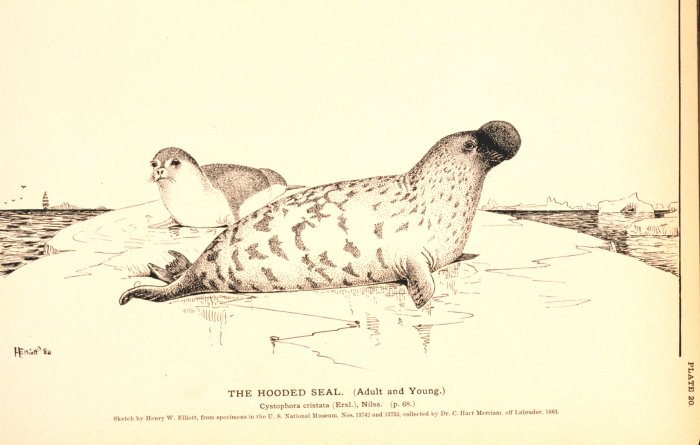
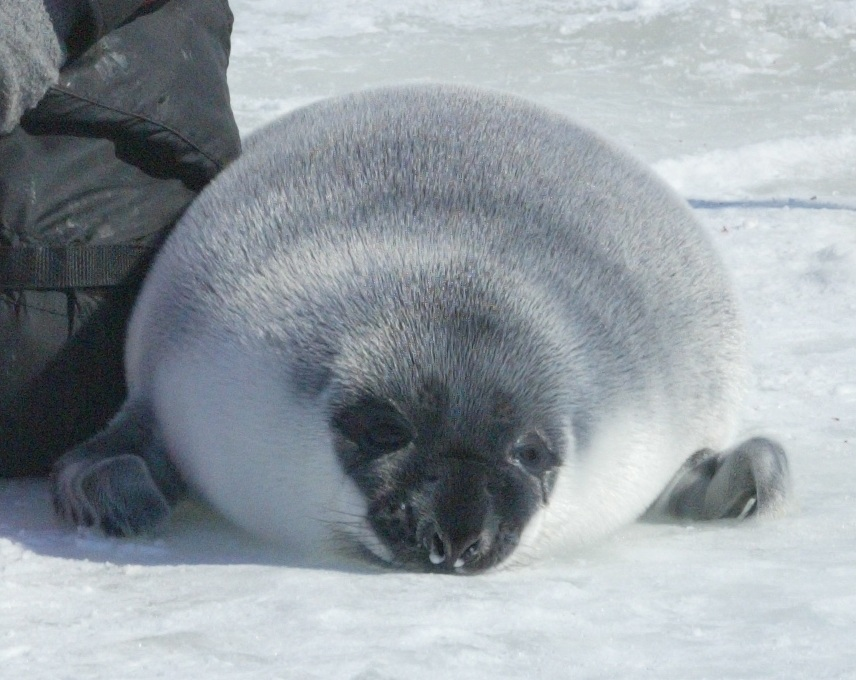
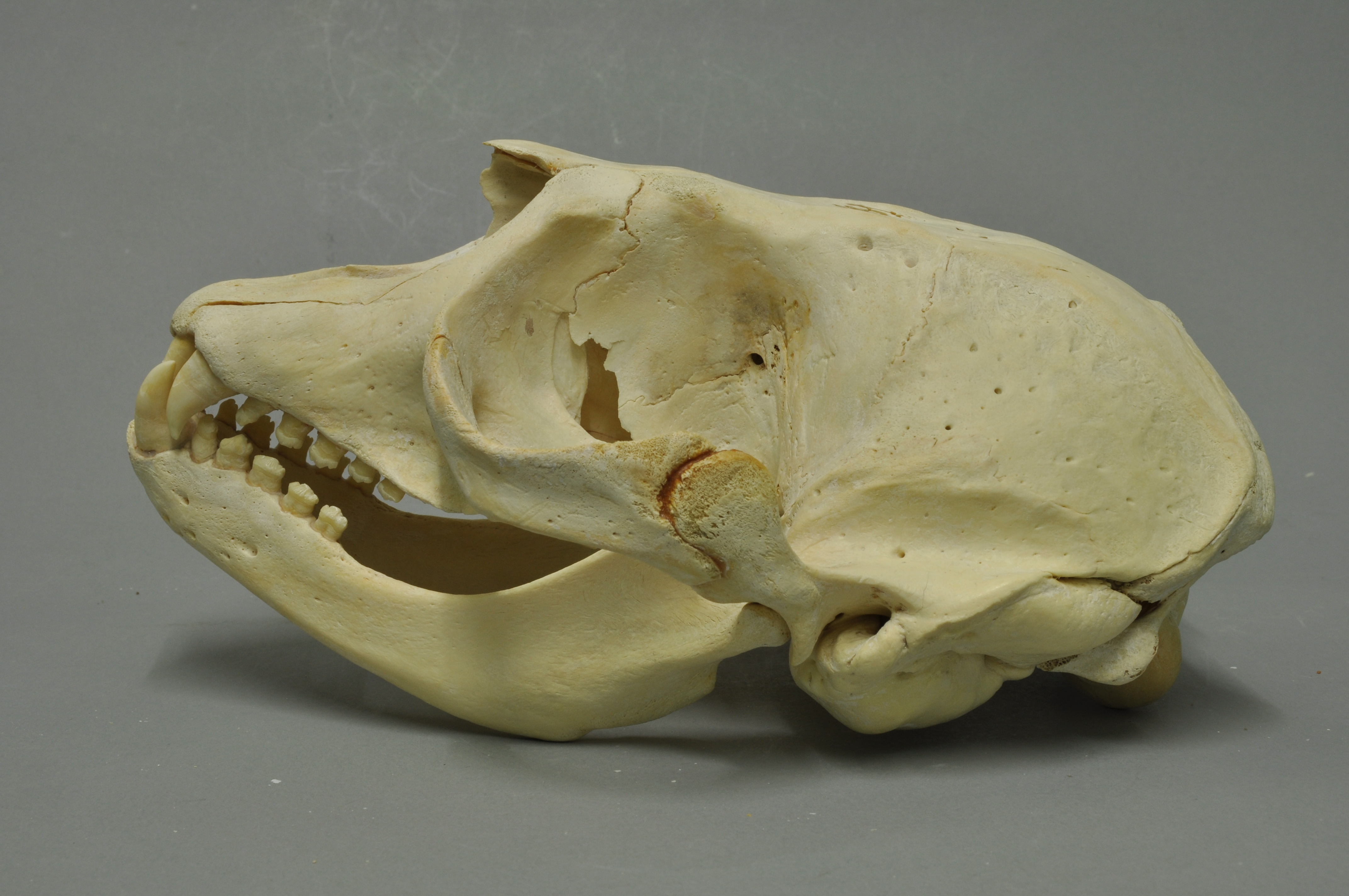